# 팔골동 아파트
팔골동 아파트(영어: Palgol Dong Apartment)는 조선민주주의인민공화국 평양시 만경대지구에 위치한 마천루이다.

## 같이 보기
- 조선민주주의인민공화국의 마천루 목록
- 평양시의 마천루 목록